# Мішка (комуна)
Мішка (рум. Mișca) — комуна у повіті Арад в Румунії. До складу комуни входять такі села (дані про населення за 2002 рік):
- Винеторі (1258 осіб)
- Зерінду-Мік (222 особи)
- Мішка (1209 осіб) — адміністративний центр комуни
- Сату-Ноу (857 осіб)

Комуна розташована на відстані 424 км на північний захід від Бухареста, 52 км на північний схід від Арада, 97 км на північ від Тімішоари.

## Населення
За даними перепису населення 2002 року у комуні проживали 3546 осіб.
Національний склад населення комуни:
| Національність   | Кількість осіб | Відсоток |
| ---------------- | -------------- | -------- |
| угорці           | 1436           | 40,5%    |
| румуни           | 1311           | 37,0%    |
| цигани           | 770            | 21,7%    |
| німці            | 25             | 0,7%     |
| росіяни-липовани | 1              | < 0,1%   |
| серби            | 1              | < 0,1%   |
| словаки          | 1              | < 0,1%   |

Рідною мовою назвали:
| Мова      | Кількість осіб | Відсоток |
| --------- | -------------- | -------- |
| румунська | 2068           | 58,3%    |
| угорська  | 1446           | 40,8%    |
| німецька  | 20             | 0,6%     |
| циганська | 10             | 0,3%     |
| сербська  | 1              | < 0,1%   |

Склад населення комуни за віросповіданням:
| Релігія                                       | Кількість осіб | Відсоток |
| --------------------------------------------- | -------------- | -------- |
| православні                                   | 1547           | 43,6%    |
| римо-католики                                 | 739            | 20,8%    |
| реформати                                     | 662            | 18,7%    |
| п'ятдесятники                                 | 281            | 7,9%     |
| баптисти                                      | 203            | 5,7%     |
| адвентисти                                    | 45             | 1,3%     |
| лютерани (Синодально-пресвітеріанська церква) | 28             | 0,8%     |
| не релігійні                                  | 14             | 0,4%     |
| унітарії                                      | 11             | 0,3%     |
| греко-католики                                | 4              | 0,1%     |
| лютерани                                      | 1              | < 0,1%   |
| не вказали релігію                            | 3              | 0,1%     |